# 岩神町 (前橋市)
岩神町（いわがみまち）は、群馬県前橋市の地名。岩神町一丁目から岩神町四丁目がある。郵便番号は371-0035。2013年現在の面積は0.97km2。

## 地理
古利根川の氾濫原、標高約110mの広瀬川低地帯の平坦部に位置している。西側には利根川、中央部を北から南へ広瀬川が流れている。この両河川の間を前橋城堀の水を引く風呂川が流れている。また、現在の町域はかつて西岩神と呼ばれていた区域に神明町の一部を加え、現在の大手町に当たる南部の区域が独立した区域であり、かつての東岩神に当たる区域は、現在の昭和町、平和町の各一部に当たる。

### 河川
- 利根川
- 広瀬川
- 風呂川

## 歴史
江戸時代頃からある地名であり、前橋藩領だった。町人町である向町が区割され、前橋城下に編入された。1876年（明治9年）前橋城下武家地の一つであった群馬郡前橋向町裏を編入。

### 年表
- 1889年 岩神村を含む30町11大字を合併し東群馬郡前橋町が成立したため、前橋町の大字となる。
- 1892年 東群馬郡前橋町が市制施行して前橋市となる。その際に前橋市の大字となる。
- 1910年 前橋市の大字だった岩神が岩神町となる。
- 1914年 旧岩神町の大部分が岩神町甲、字琴平前、字河岸北が岩神町乙となる。
- 1923年  前橋北部耕地整理事業により紅雲町字中河原、大字前代田字中河原、字柳原の各全域を編入。
- 1928年 岩神町乙が前橋市琴平町として分離する。
- 1942年 岩神町甲が広瀬川を境にして岩神町東、岩神町西となる。
- 1965年 岩神町東が昭和町一丁目、昭和町二丁目、昭和町三丁目、平和町一丁目、平和町二丁目の各一部となり、岩神町西の一部から岩神町二丁目、岩神町三丁目、岩神町四丁目、岩神町、神明町の各一部から岩神町一丁目が成立。同日、岩神町東消滅。
- 1966年 岩神町西のうち前橋公園周辺の残部が大手町三丁目、住吉町二丁目となる。同日、岩神町西消滅。

### 地名の由来
岩神の飛石が岩神稲荷として祀られており、地名はこれに由来するが、岩神の飛石自体は住居表示の施行により岩神町のうち広瀬川より東が岩神町から分離したため隣の昭和町三丁目にある。

## 世帯数と人口
2017年（平成29年）8月31日現在の世帯数と人口は以下の通りである。
| 丁目         | 世帯数    | 人口    |
| ------------ | --------- | ------- |
| 岩神町一丁目 | 212世帯   | 403人   |
| 岩神町二丁目 | 391世帯   | 822人   |
| 岩神町三丁目 | 572世帯   | 1,229人 |
| 岩神町四丁目 | 411世帯   | 828人   |
| 計           | 1,586世帯 | 3,282人 |

## 小・中学校の学区
市立小・中学校に通う場合、学区は以下の通りとなる。
| 丁目         | 番地 | 小学校             | 中学校             |
| ------------ | ---- | ------------------ | ------------------ |
| 岩神町一丁目 | 全域 | 前橋市立岩神小学校 | 前橋市立第三中学校 |
| 岩神町二丁目 | 一部 | 前橋市立岩神小学校 | 前橋市立第三中学校 |
| 岩神町二丁目 | 一部 | 前橋市立敷島小学校 | 前橋市立第三中学校 |
| 岩神町三丁目 | 全域 | 前橋市立岩神小学校 | 前橋市立第三中学校 |
| 岩神町四丁目 | 全域 | 前橋市立岩神小学校 | 前橋市立第三中学校 |

## 交通

### 鉄道
鉄道駅はない。

### 道路
国道は通ってなく、県道は群馬県道6号前橋箕郷線と群馬県道10号前橋安中富岡線が通っている。

## 施設
- ヤマダグリーンドーム前橋
- 前橋公園
- 前橋市立岩神小学校
- 前橋岩神郵便局